# Copa Mundial de Voleibol Femenino de 2007
La Copa Mundial de Voleibol Femenino de la FIVB 2007 se celebró del 2 de noviembre hasta el 16 de noviembre de 2007 en Japón.

## Clasificación
Son 12 equipos participantes.:
- El equipo local:  Japón.
- Los cinco campeones de sus respectivos campeonatos continentales en el 2007:  Cuba, Italia, Brasil, Kenia, Tailandia.
- Los 4 subcampeones mejores ubicados en el ranking mundial de la FIVB 2007:  Estados Unidos,  Serbia,  Perú,  Corea del Sur.
- Dos wild cards:  Polonia,  República Dominicana.

## Sedes
| rounds | Grupo A                                     | Grupo B                                  |
| ------ | ------------------------------------------- | ---------------------------------------- |
| 1.º    | Gimnasio Metropolitano de Tokio, Tokyo      | Hamamatsu Arena, Hamamatsu               |
| 2.º    | Namihaya Dome, Kadoma (Osaka)               | Sendai Gymnasium, Sendai                 |
| 3.º    | Hokkaido Prefectural Sports Center, Sapporo | Kumamoto Prefectural Gymnasium, Kumamoto |
| 4.º    | Nippongaishi Hall, Nagoya                   | Park Arena Komaki, Komaki                |

## Sistema de competencia
El sistema de competencia de la Copa Mundial de Voleibol consiste en que cada equipo se enfrentará a los otros 11 participantes. Los puntos se van acumulando durante todo el torneo, y el ranking final es determinado según el número de puntos que cada equipo logró obtener.
La competencia consta de dos grupos de 6 equipos.
Fase 1 + 2 (30 partidos, 5 días): Los equipos juegan con los mismos del grupo.
Fase 3 + 4 (36 partidos, 6 días): Los equipos juegan con los participantes del grupo contrario.

## Resultados

### 1° Round
2 de noviembre de 2007 – 4 de noviembre de 2007

#### Tokyo Metropolitan Gymnasium
| 2 de noviembre |                      |       |                      |                                     |
|                | Corea del Sur        | 0 – 3 | Serbia               | (21–25, 23–25,15–25)                |
|                | Italia               | 3 – 0 | Tailandia            | (25–14, 25–14, 25–16)               |
|                | República Dominicana | 0 – 3 | Japón                | (23–25, 18–25, 20–25)               |
| 3 de noviembre |                      |       |                      |                                     |
|                | Tailandia            | 1 – 3 | Serbia               | (20–25, 25–18, 17–25, 24–26)        |
|                | Italia               | 3 – 0 | República Dominicana | (25–17, 25–16, 25–17)               |
|                | Japón                | 3 – 1 | Corea del Sur        | (25–23, 19–25, 25–22, 25–16)        |
| 4 de noviembre |                      |       |                      |                                     |
|                | República Dominicana | 3 – 2 | Tailandia            | (25–14, 25–21, 23–25, 19–25, 17–15) |
|                | Corea del Sur        | 0 – 3 | Italia               | (15–25, 19–25, 22–25)               |
|                | Serbia               | 3 – 1 | Japón                | (25–20, 25–20, 18–25, 26–24)        |

#### Hamamatsu Arena
| 2 de noviembre |                |       |                |                                     |
|                | Kenia          | 0 – 3 | Cuba           | (11–25, 18–25, 20–25)               |
|                | Perú           | 0 – 3 | Estados Unidos | (23–25, 24–26, 19–25)               |
|                | Brasil         | 3 – 0 | Polonia        | (25–12, 25–20, 25–22)               |
| 3 de noviembre |                |       |                |                                     |
|                | Cuba           | 2 – 3 | Estados Unidos | (25–20, 21–25, 18–25, 25–20, 11–15) |
|                | Polonia        | 3 – 0 | Perú           | (25–17, 25–17, 25–16)               |
|                | Kenia          | 0 – 3 | Brasil         | (16–25, 7–25, 14–25)                |
| 4 de noviembre |                |       |                |                                     |
|                | Perú           | 3 – 0 | Kenia          | (25–16, 25–9, 25–19)                |
|                | Brasil         | 3 – 2 | Cuba           | (25–19, 19–25, 25–17, 19–25, 15–11) |
|                | Estados Unidos | 3 – 1 | Polonia        | (25–21, 12–25, 27–25, 25–17)        |

### 2° Round
6–7 de noviembre de 2007

#### Namihaya Dome
| 6 de noviembre |                      |       |                      |                                    |
|                | Italia               | 3 – 2 | Serbia               | (23–25, 25–14, 16–25, 25–17, 15–7) |
|                | República Dominicana | 1 – 3 | Corea del Sur        | (24–26, 25–22, 20–25, 21–25)       |
|                | Tailandia            | 0 – 3 | Japón                | (19–25, 25–27, 14–25)              |
| 7 de noviembre |                      |       |                      |                                    |
|                | Corea del Sur        | 3 – 0 | Tailandia            | (25–21, 25–20, 25–21)              |
|                | Serbia               | 3 – 0 | República Dominicana | (25–22, 25–14, 25–23)              |
|                | Japón                | 0 – 3 | Italia               | (18–25, 19–25, 14–25)              |

#### Sendai Gymnasium
| 6 de noviembre |                |       |                |                                     |
|                | Kenia          | 0 – 3 | Estados Unidos | (9–25, 20–25, 10–25)                |
|                | Cuba           | 3 – 2 | Polonia        | (21–25, 26–24, 22–25, 25–21, 15–13) |
|                | Brasil         | 3 – 0 | Perú           | (25–17, 25–15, 25–17)               |
| 7 de noviembre |                |       |                |                                     |
|                | Polonia        | 3 – 0 | Kenia          | (25–12, 25–10, 25–15)               |
|                | Perú           | 0 – 3 | Cuba           | (27–29, 19–25, 13–25)               |
|                | Estados Unidos | 3 – 2 | Brasil         | (17–25, 16–25, 25–21, 25–23, 15–9)  |

### 3° Round
9–11 de noviembre de 2007

#### Hokkaido Prefectural Sports Center
| 9 de noviembre  |         |       |         |                                     |
|                 | Italia  | 3 – 0 | Polonia | (25–15, 25–15, 25–18)               |
|                 | Kenia   | 0 – 3 | Serbia  | (15–25, 16–25, 10–25)               |
|                 | Japón   | 3 – 1 | Perú    | (25–18, 25–13, 22–25, 25–19)        |
| 10 de noviembre |         |       |         |                                     |
|                 | Italia  | 3 – 0 | Kenia   | (25–13, 25–13, 25–5)                |
|                 | Perú    | 0 – 3 | Serbia  | (15–25, 15–25, 23–25)               |
|                 | Japón   | 3 – 2 | Polonia | (19–25, 25–23, 18–25, 25–22, 15–12) |
| 11 de noviembre |         |       |         |                                     |
|                 | Perú    | 0 – 3 | Italia  | (13–25, 21–25, 17–25)               |
|                 | Polonia | 3 – 2 | Serbia  | (24–26, 25–23, 25–12, 19–25, 15–10) |
|                 | Japón   | 3 – 0 | Kenia   | (25–14, 25-12, 25–8)                |

#### Kumamoto Prefectural Gymnasium
| 9 de noviembre  |                      |       |                      |                                     |
|                 | Brasil               | 3 – 0 | Tailandia            | (25–12, 25–13, 25–20)               |
|                 | República Dominicana | 1 – 3 | Estados Unidos       | (16–25, 25–20, 16–25, 18–25)        |
|                 | Cuba                 | 3 – 2 | Corea del Sur        | (25–20, 17–25, 19–25, 25–21, 15–10) |
| 10 de noviembre |                      |       |                      |                                     |
|                 | Cuba                 | 3 – 1 | República Dominicana | (25–13, 25–27, 25–23, 25–18)        |
|                 | Tailandia            | 1 – 3 | Estados Unidos       | (25–21, 19–25, 11–25, 13–25)        |
|                 | Brasil               | 3 – 0 | Corea del Sur        | (25–15, 25–17, 25–17)               |
| 11 de noviembre |                      |       |                      |                                     |
|                 | Cuba                 | 3 – 1 | Tailandia            | (25–22, 23–25, 25–22, 25–13)        |
|                 | Corea del Sur        | 0 – 3 | Estados Unidos       | (21–25, 19–25, 23–25)               |
|                 | Brasil               | 3 – 0 | República Dominicana | (25–16, 25–12, 25–14)               |

### 4° Round
14–16 de noviembre de 2007

#### Nippongaishi Hall
| 14 de noviembre |        |       |                |                              |
|                 | Brasil | 0 – 3 | Italia         | (20–25, 23–25, 19–25)        |
|                 | Serbia | 3 – 1 | Estados Unidos | (28–26, 23–25, 25–20, 25–23) |
|                 | Japón  | 1 – 3 | Cuba           | (25–22, 29–31, 23–25, 20–25) |
| 15 de noviembre |        |       |                |                              |
|                 | Brasil | 3 – 0 | Serbia         | (25–13, 25–14, 25–21)        |
|                 | Cuba   | 0 – 3 | Italia         | (25–27, 19–25, 16–25)        |
|                 | Japón  | 0 – 3 | Estados Unidos | (17–25, 14–25, 20–25)        |
| 16 de noviembre |        |       |                |                              |
|                 | Cuba   | 3 – 1 | Serbia         | (23–25, 25–22, 25–20, 25–22) |
|                 | Italia | 3 – 0 | Estados Unidos | (25–20, 25–18, 27–25)        |
|                 | Japón  | 1 – 3 | Brasil         | (16–25, 25–23, 18–25, 18–25) |

#### Park Arena Komaki
| 14 de noviembre |                      |       |               |                                     |
|                 | Kenia                | 2 – 3 | Tailandia     | (15–25, 25–23, 25–22, 13–25, 10–15) |
|                 | República Dominicana | 0 – 3 | Polonia       | (14–25, 14–25, 18–25)               |
|                 | Corea del Sur        | 3 – 0 | Perú          | (25–17, 26–24, 25–20)               |
| 15 de noviembre |                      |       |               |                                     |
|                 | República Dominicana | 3 – 0 | Kenia         | (25–19, 25–16, 25–18)               |
|                 | Perú                 | 0 – 3 | Tailandia     | (23–25, 22–25, 17–25)               |
|                 | Corea del Sur        | 1 – 3 | Polonia       | (20–25, 25–20, 23–25, 19–25)        |
| 16 de noviembre |                      |       |               |                                     |
|                 | República Dominicana | 3 – 2 | Perú          | (23–25, 21–25, 25–17, 25–10, 15–13) |
|                 | Polonia              | 3 – 0 | Tailandia     | (25–15, 25–17, 25–22)               |
|                 | Kenia                | 0 – 3 | Corea del Sur | (16–25, 17–25, 12–25)               |

## Ranking
|    | Team                 | Points | Play | Wins | Lose | PW   | PL  | Ratio | SW | SL | Ratio  |
| -- | -------------------- | ------ | ---- | ---- | ---- | ---- | --- | ----- | -- | -- | ------ |
| 1  | Italia               | 22     | 11   | 11   | 0    | 858  | 604 | 1.421 | 33 | 2  | 16.500 |
| 2  | Brasil               | 20     | 11   | 9    | 2    | 891  | 671 | 1.328 | 29 | 9  | 3.222  |
| 3  | Estados Unidos       | 20     | 11   | 9    | 2    | 940  | 821 | 1.145 | 28 | 13 | 2.154  |
| 4  | Cuba                 | 19     | 11   | 8    | 3    | 1020 | 951 | 1.073 | 28 | 17 | 1.647  |
| 5  | Serbia               | 18     | 11   | 7    | 4    | 910  | 866 | 1.051 | 26 | 15 | 1.733  |
| 6  | Polonia              | 17     | 11   | 6    | 5    | 908  | 820 | 1.107 | 23 | 18 | 1.278  |
| 7  | Japón                | 17     | 11   | 6    | 5    | 885  | 866 | 1.022 | 21 | 19 | 1.105  |
| 8  | Corea del Sur        | 15     | 11   | 4    | 7    | 825  | 848 | 0.973 | 16 | 22 | 0.727  |
| 9  | República Dominicana | 14     | 11   | 3    | 8    | 797  | 911 | 0.875 | 12 | 28 | 0.429  |
| 10 | Tailandia            | 13     | 11   | 2    | 9    | 784  | 924 | 0.848 | 11 | 29 | 0.379  |
| 11 | Perú                 | 12     | 11   | 1    | 10   | 681  | 855 | 0.796 | 6  | 30 | 0.200  |
| 12 | Kenia                | 11     | 11   | 0    | 11   | 498  | 860 | 0.579 | 2  | 33 | 0.061  |

## Clasificación olímpica
Italia,  Estados Unidos y  Brasil se clasifican para los Juegos Olímpicos de Pekín 2008.
- Datos: Q786937